# مقاطعة زاباتا (تكساس)
مقاطعة زاباتا (بالإنجليزية: Zapata  County)‏ هي إحدى المقاطعات في ولاية تكساس، الولايات المتحدة الأمريكية.

## معرض صور

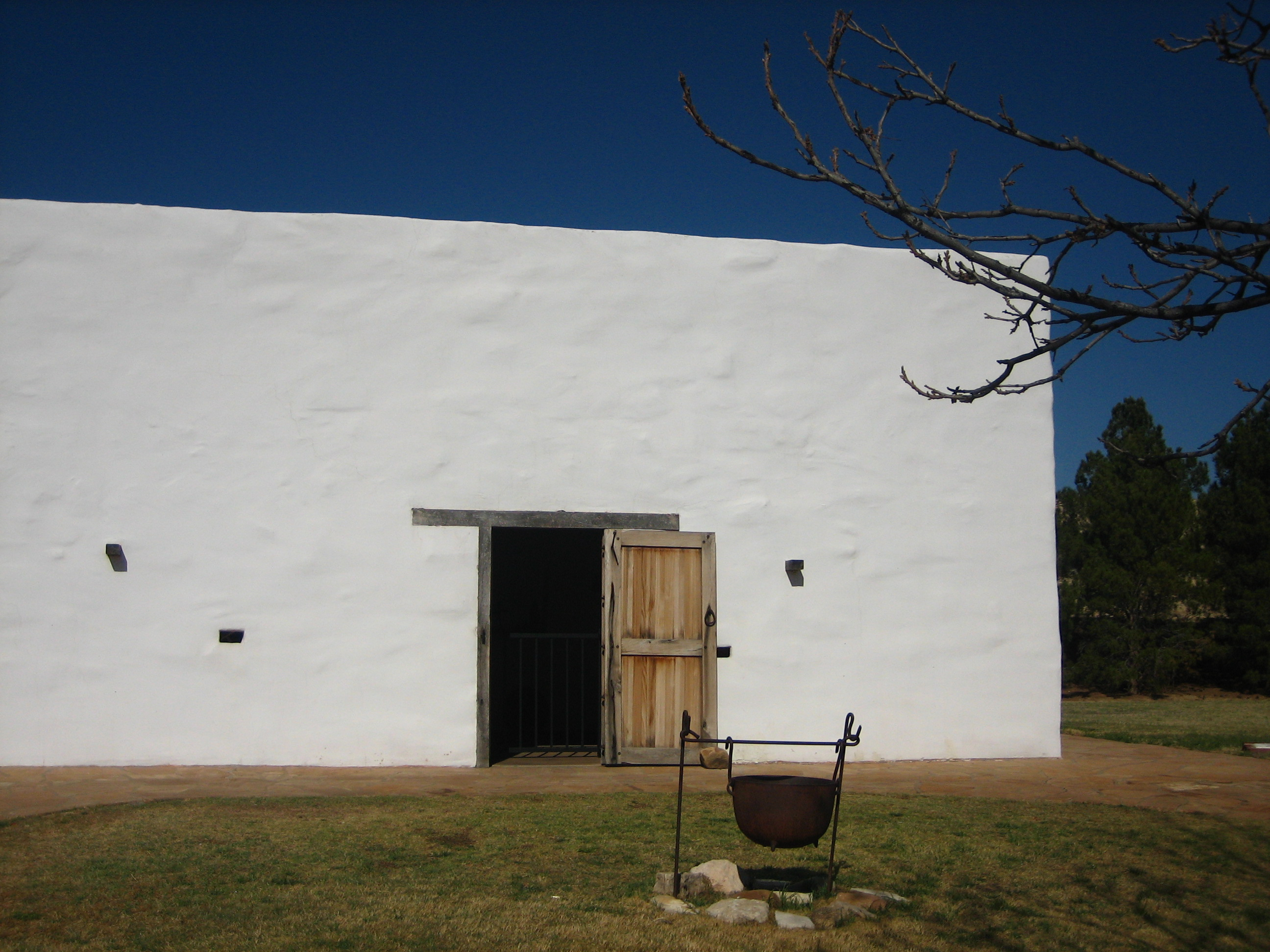
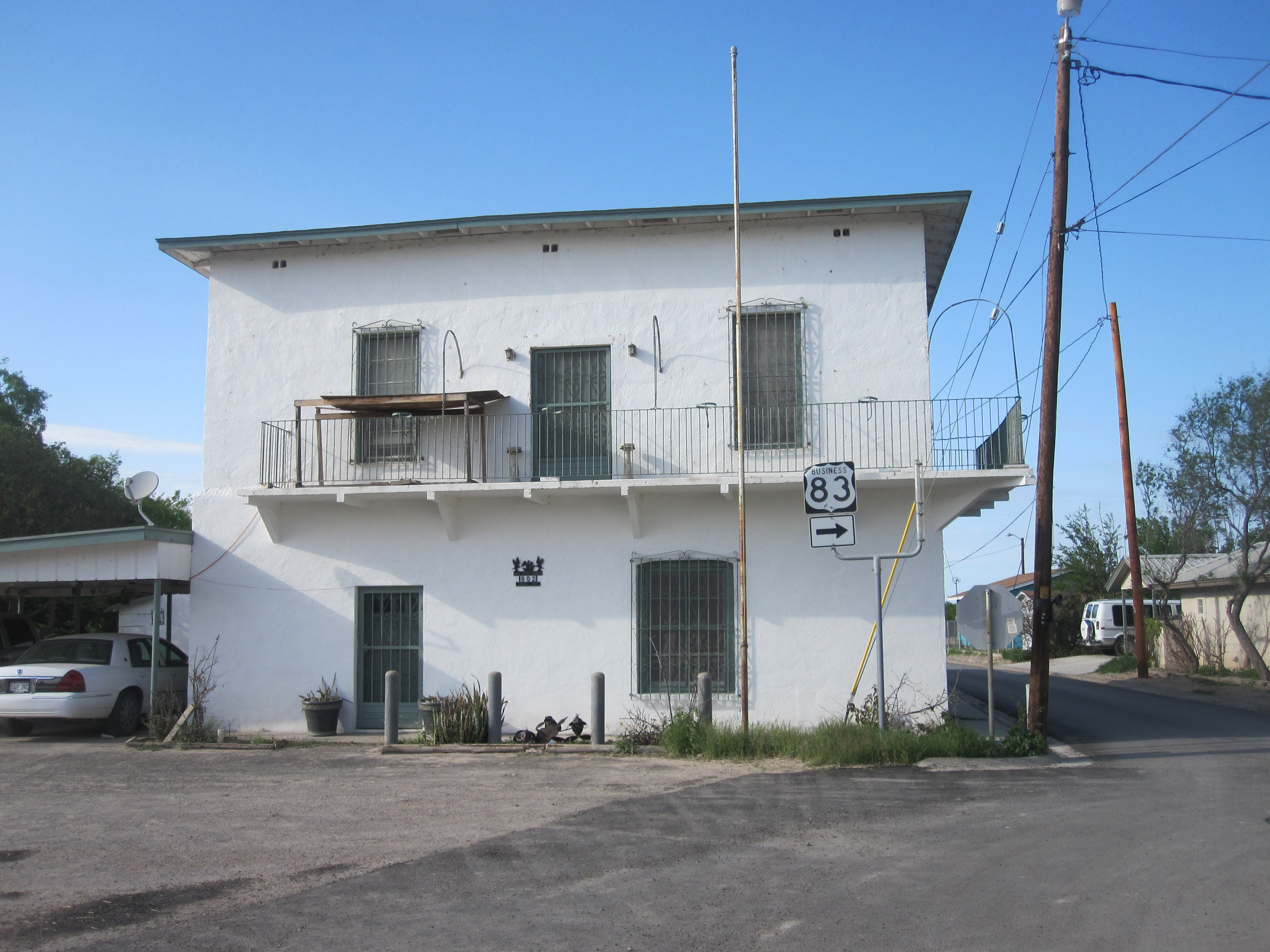
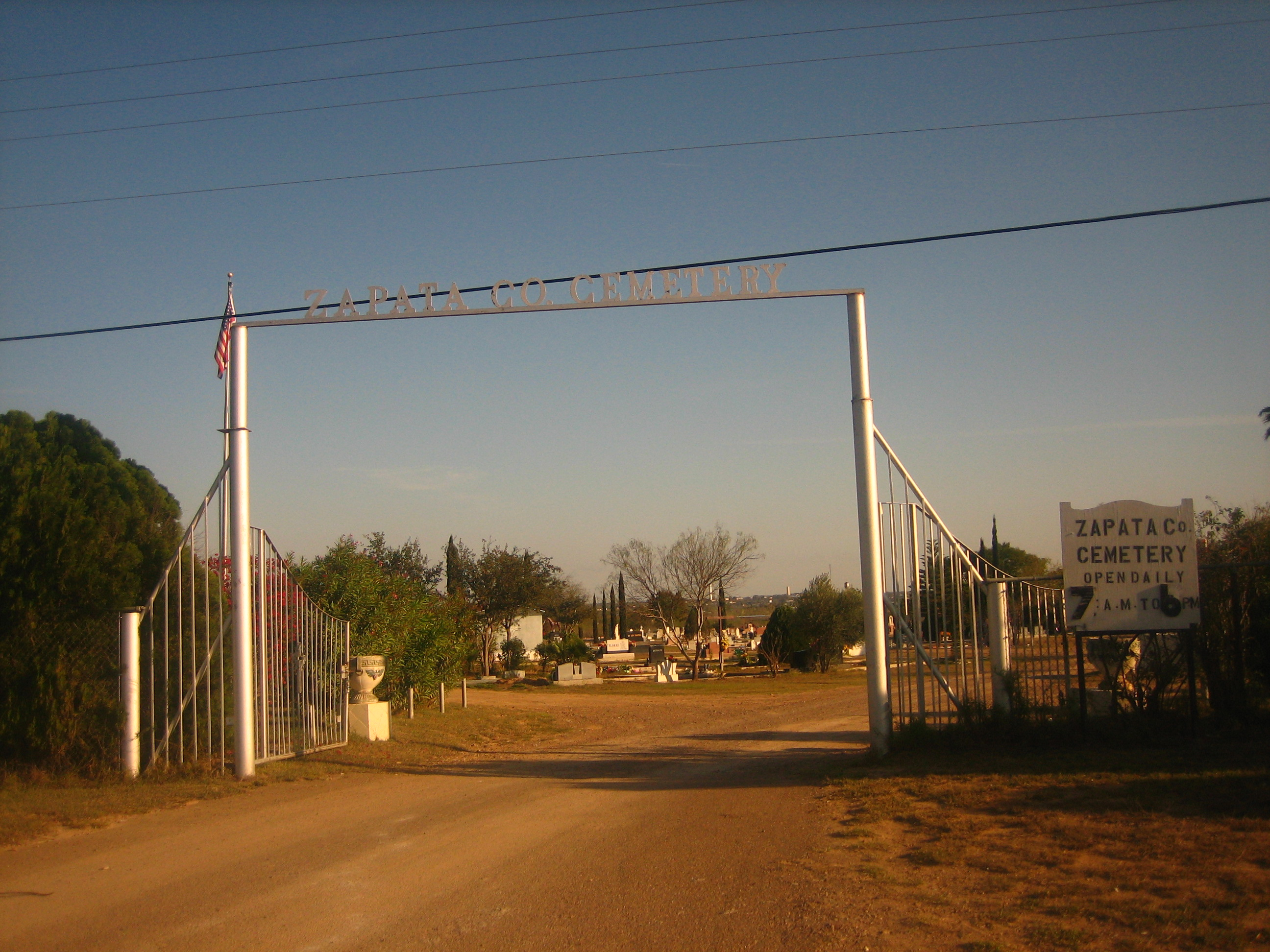